# Heinz-Georg Rehberg
Heinz-Georg Rehberg (* 12. Mai 1910 in Bremen; † 29. September 1992 in Bremen) war ein deutscher Architekt, Politiker (FDP) und Mitglied der Bremischen Bürgerschaft.

## Biografie
Rehberg studierte Architektur. Er war nach 1945 als freischaffender Architekt tätig. Von 1942 bis 1948 arbeitete er in Bremen mit dem Architekten Joseph Ostwald in einer Bürogemeinschaft. Beide bauten von 1939 bis 1943 die 3000 Personen fassenden Centralhallen von 1856 in der Düsternstraße um. Später wirkte  er verschiedentlich mit Gerhard Müller-Menckens zusammen, mit dem er 1958 den Bau der Bremer Landesbank am Domshof realisierte. Er war Mitglied im Bund Deutscher Architekten (BDA).
Er war Mitglied der FDP und von 1951 bis 1959 Mitglied der Bremischen Bürgerschaft und dort in verschiedenen Deputationen tätig. Zunächst war er vom 20. Januar 1952 Stellvertretender Fraktionsvorsitzender und dann als Nachfolger von Kurt Entholt vom Oktober 1953 bis zum Januar 1954 Fraktionsvorsitzender der FDP-Fraktion. Sein Nachfolger in dem Amt wurde Georg Borttscheller und Rehberg war dann wieder Stellvertretender Fraktionsvorsitzender.

## Werke
- Centralhallen in der Düsternstraße in Bremen zus. mit Joseph Ostwald, 1939 (nicht erhalten)
- Autohaus Schmidt + Koch, Bremen, Stresemannstraße 1, 1950
- Verwaltungsgebäude für die Alte Volksfürsorge, 1953
- Wohngebäude in der Westlichen Vorstadt in Bremen, 1955ff
- Wohngebäude in Bremen-Kattenturm, 1965ff
- Dienstgebäude und Beobachtungsturm des Hafenkapitäns in Bremen-Woltmershausen, 1969
- Bremer Landesbank, Domshof 26 in Bremen-Mitte, zus. mit Gerhard Müller-Menckens, 1972 (2013 abgerissen)